# DOT (motorfiets)
DOT is een Brits historisch merk van motorfietsen.
De bedrijfsnaam was: H. Reed & Co., later DOT Motors Ltd., DOT Cycle & Motor Mfg. Co. en DOT Motorcycles, Salford, later Manchester (1903-1977).

## Geschiedenis

### Onder leiding van Harry Reed (1903-1926)
| Voor de naam DOT zijn meerdere verklaringen. De reclamekreet van het bedrijf in de jaren twintig was Devoid Of Trouble (zonder problemen), maar het merk bestond toen al 20 jaar dus het is waarschijnlijker dat de naam is afgeleid van de dochter van coureur George "Pa" Cowley, die Dorothy (Dot) heette. |

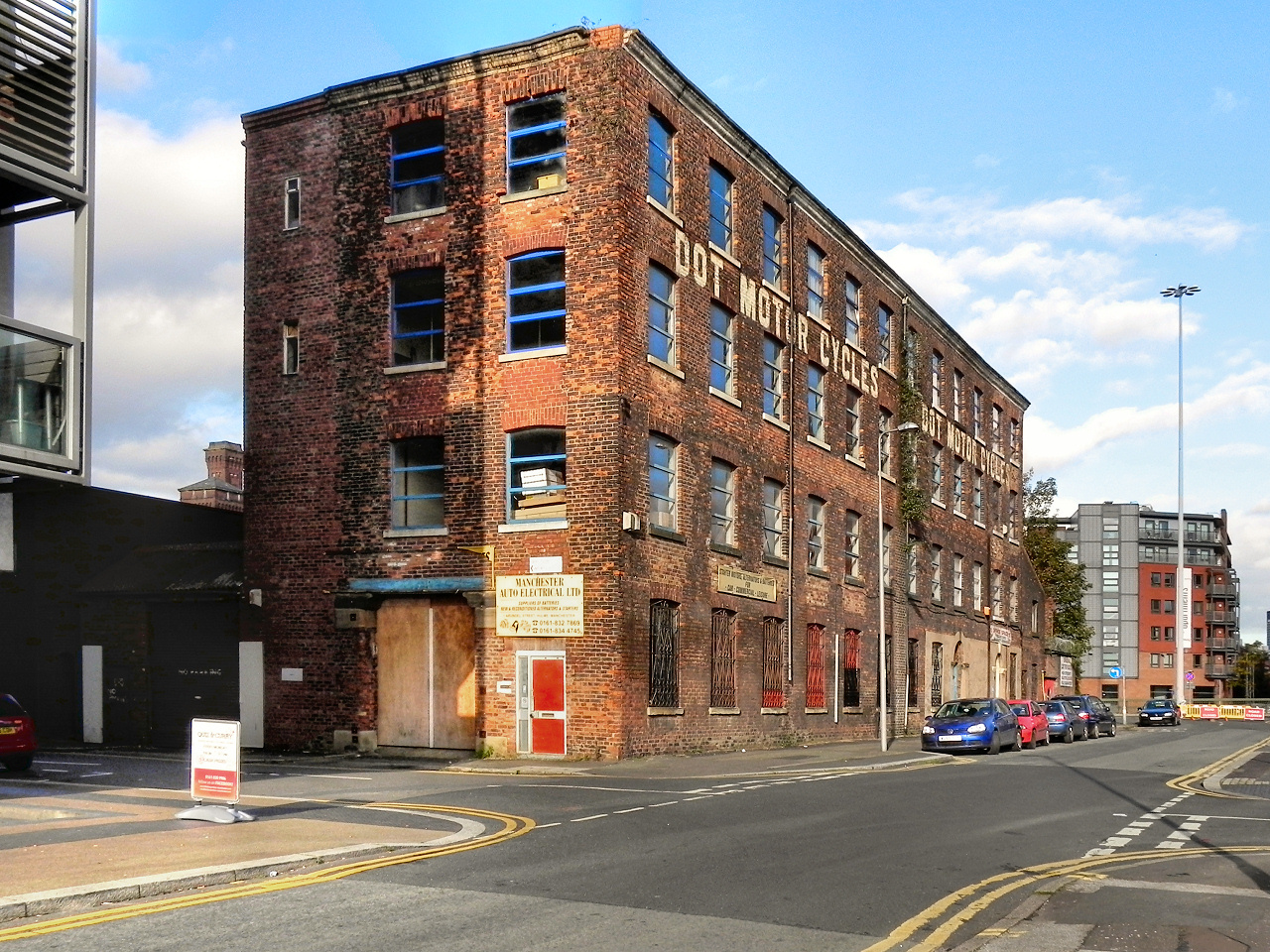
De voormalige DOT Motorcycle Works in Ellesmere Street, Hulme, Manchester

DOT werd opgericht door Harry Reed (1875-1951), die reeds in 1903 zijn eerste motorfiets bouwde. Harry Reed hield zich eerder in Salford bezig met de productie en verkoop van fietsen en was ook wielrenner. Hoe zijn relatie met motorfietsen zich ontwikkelde is niet bekend, maar hij bouwde zelf een motorfiets met een Peugeot-motor en met deze "Swallow-Peugeot" won hij in 1906 een motorsprint in Blackpool. In dat jaar kocht hij in Hulme, Manchester een werkplaats waar hij motorfietsen ging maken onder de naam The Dot. In 1906 verscheen de eerste DOT-motorfiets met een Peugeot-motor, maar in de eerste jaren werden ook Fafnir-motoren gebruikt. Harry Reed zelf reed in de eerste motorraces op Brooklands, onder andere met een 998cc-DOT-JAP en won in 1908 zelfs de Twin Cylinder TT op het eiland Man met een 680cc-DOT-Peugeot. Reed bleef tot 1924 als motorcoureur op hoog niveau actief, hoewel hij toen al 49 jaar oud was. In dat jaar nam hij deel aan de Sidecar TT, waarin hij met een DOT-Bradshaw met een Swallow-zijspan tweede werd.
In 1920 liet Reed een nieuw geveerd frame patenteren. Hoewel er in de jaren twintig ook Villiers-, Blackburne-, Bradshaw- en Anzani-motoren zouden worden gebruikt, bestond het modellenaanbod in 1923 uitsluitend uit 293- tot 990 cc JAP-eencilinders en V-twins. Later begon men tot 1928 ook de 348cc-oliegekoelde motor van Granville Bradshaw in te bouwen.

### Onder leiding van Thomas Sawyer (1925-1932)
Het bedrijf kwam in financiële problemen, misschien wel omdat in dat jaar het merk New Scale werd overgenomen, en Reed trok zich in 1925 terug. In 1926 volgde een herstart onder de naam DOT Motors Ltd en onder leiding van Thomas Sawyer, die in 1920 in dienst was gekomen. Hij vond net als Harry Reed sportieve prestaties belangrijk en ging door met het stimuleren van de productie van clubmanracers. De broers Kenneth en Edwin Twemlow waren nog redelijk succesvol met DOT-racers. Kenneth werd in 1928 derde in de Junior TT en in 1929 tweede in de Lightweight TT, Edwin werd in 1928 derde in de Lightweight TT, die hij al twee keer gewonnen had met een New Imperial.

#### Onderbreking van de productie (1932-1945)
Na de Grote Depressie moest de motorfietsproductie in 1932 worden stilgelegd, maar door het verwerken van allerlei opdrachten van andere bedrijven, de productie van bakfietsen voor de bezorging van melk en het uitventen van consumptie-ijs en een regeringsopdracht tijdens de oorlog om bakfietsen te maken bleef het bedrijf wel bestaan tot het weer zelfstandig kon gaan produceren.

### Onder leiding van Burnard Scott Wade (1932–1984)

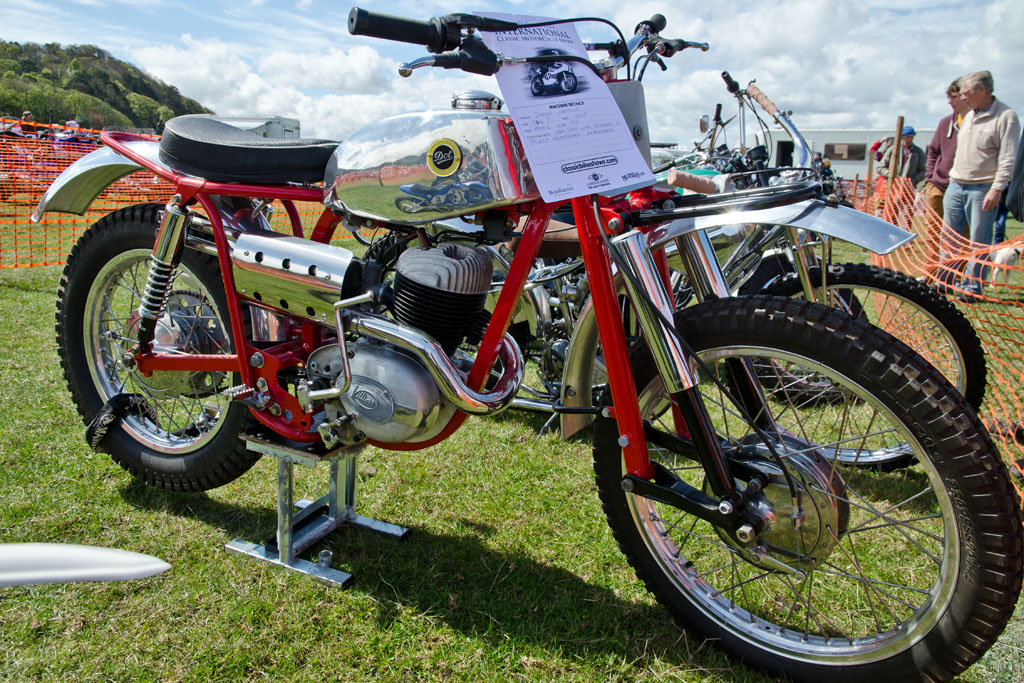
DOT-Villiers trialmotor uit 1964

In 1932 droeg Thomas Sawyer de bedrijfsleiding over aan Burnard Scott Wade, die het bedrijf zonder motorfietsen door de rommelige jaren dertig loodste. Tijdens de lange, vaak nachtelijke "Fire Watching"-diensten tijdens de Manchester Blitz bedacht Wade een aangedreven versie van de fietsdriewielers. Dit maakte het mogelijk in 1949 de DOT Motor Truck, een triporteur met een 200cc-Villiers-tweetaktmotor op de markt te brengen. Deze triporteurs werden geëxporteerd over de hele wereld. Er werden met behulp van inbouwmotorleverancier Villiers ook weer motorfietsen van 198- tot 246 cc gemaakt.
Na een nieuwe reorganisatie in 1945 werden deze transportdriewielers verder gebouwd tot er vanaf 1950 weer 198- en 246cc-Villiers-modellen werden gemaakt. Men concentreerde zich op lichte tweetakten die ook in cross- en trialwedstrijden werden ingezet en 125cc-DOT-racers verschenen aan de start van de Ultra-Lightweight TT in 1951 en 1952. De sport- en transportsector werd het werkterrein van DOT.
Toen Villiers in 1961 de motorproductie beëindigde gebruikte men voortaan Sachs- en Minarelli-blokjes. Er kwam ook een 50cc-wegracer die in de 50 cc TT van 1962 en 1963 reed. In de jaren zestig waren DOT-terreinmotoren populair in clubwedstrijden, maar het werd steeds moeilijker om op te boksen tegen de opkomende Japanse en Italiaanse merken.
In 1973 werd de productie vrijwel geheel stilgelegd en Burnard Wade vond ander werk voor de fabriek met de productie van zelf ontwikkelde schokdempers, reservedelen en werk voor andere bedrijven. In 1978 presenteerde hij een nieuwe terreinmotor voor clubwedstrijden, maar tot grote productieaantallen kwam het niet meer.

## Spot- en bijnamen
Don't Open Throttle.
Don't Order Two.